# Сисигамбис
Сисигамбис или Сисигамбида — персидская царица, мать Дария III.
Сисигамбис принадлежала к высшей персидской аристократии, предположительно к правящему роду Ахеменидов. Около 380 года до н. э. Сисигамбис выдали замуж за брата Арсама. В браке у неё родилось семь детей, в том числе и будущий персидский царь Дарий III. В молодости Сисигамбис пережила массовое убийство представителей рода Ахеменидов, которое около 359/358 года до н. э. устроил после воцарения Артаксеркс III.
В 333 году до н. э. Сисигамбис с детьми и внуками попала в плен к македонянам. Сюжет о том, как семья Дария III перепутала Александра Македонского с его более высоким и статным другом Гефестионом стал популярным в живописи Нового времени. Македонский царь отнёсся к пленнице с большим почтением. Он не только сохранил содержание попавшим в плен членам семьи Дария III, увеличил количество слуг, но и стал почтительно называть Сисигамбис «матерью». Согласно современным представлениям, такое великодушие было частью его политики по умиротворению завоёванной империи. Сисигамбис, согласно античной традиции, полюбила Александра и отказалась бежать к персам, когда появилась такая возможность. Смерть Александра Сисигамбис восприняла как личное горе и уморила себя голодом.

## Биография

### Происхождение. Ранние годы
В историографии существует несколько версий о происхождении и ранних годах Сисигамбис. Согласно наиболее распространённой, она родилась в семье персидского царевича Остана, сына Дария II и брата Артаксеркса II. Сисигамбис, не позднее 380 года до н. э., выдали замуж за брата Арсама. Практика близкородственных браков была типичной для представителей династии Ахеменидов. Артаксеркс III, сын Артаксеркса II, после воцарения устроил резню среди своих родственников, в ходе которой Сисигамбис не пострадала. Неясной остаётся судьба предполагаемого отца Сисигамбис Остана. Историкам неизвестно, пережил ли он массовое убийство Ахеменидов около 359/358 года до н. э. В браке, согласно Квинту Курцию Руфу, Сисигамбис родила семь детей. Историкам известны трое из них — Арташаата, взявший после воцарения имя Дария III (родился около 380 года до н. э.), Оксафр (родился около 375 года до н. э.) и Статира (предположительно родилась между 370 и 365 годами до н. э.). По одной из версий, Статира была дочерью Арсама не от Сисигамбис, а от другой женщины. Её, согласно традиции рода Ахеменидов, выдали замуж за брата, будущего царя Дария III.
Э. Бэдиан предположил, что Сисигамбис могла быть не родной, а названной матерью Дария III. В 2017 году А. Бахадори опубликовал исследование, где доказывал, что Сисигамбис была принцессой из правящего рода племени уксиев, брак которой с представителем династии Ахеменидов Арсамом носил династический характер.
В античных источниках женщина преимущественно фигурирует как «мать Дария». Лишь Диодор и Квинт Курций Руф называют её по имени: Диодор — Сисингамбрис (др.-греч. Σισύγγαμβρις), Курций Руф — Сисигамбис (лат. Sisýgambis). В историографии приоритет имеет «Сисигамбис», как в силу традиции, так и в связи с тем, что эта форма вписывается в персидский ономастикон.

### При Александре Македонском
Во время войны с Александром Македонским Дарий III взял в поход мать, а также жену и детей. После поражения персов при Иссе в 333 году до н. э. лагерь Дария III, в котором находились Сисигамбис и другие члены царской семьи, был захвачен македонянами. Вначале Сисигамбис и другие пленницы оплакивали Дария III, так как были уверены, что он погиб. Александр отправил к пленникам Леонната с вестью, что Дарий III жив и что им ничего не угрожает. Историк В. Хеккель предположил, что в данном случае речь идёт о подмене имени Лаомедона, который знал персидский язык и был ответственным за все вопросы, связанные с военнопленными, Леоннатом. По его версии, первоисточником утверждения стали мемуары Птолемея, который на момент их написания имел все основания «умолчать» Лаомедона.
Античные источники в различных вариациях передают посещение Александром царственных пленниц. Александр пришёл к ним на следующий день вместе со своим ближайшим другом Гефестионом. Женщины приняли более высокого Гефестиона за царя и упали перед ним на колени. Когда им указали на ошибку, Сисигамбис обняла ноги Александра и попросила прощения за то, что спутала его с другим. Юный царь помог женщине подняться со словами: «Ты не ошиблась, мать: и этот человек — Александр».
Все считали, что Александр поступит с семьёй Дария III по обычаям тех времён: дочерей превратит в наложниц, а остальных продаст в рабство, но Александр обошёлся с членами семьи Дария великодушно. Он сохранил им содержание и даже увеличил штат слуг. Александр позаботился, чтобы сын и дочери Дария III, Статира и Дрипетида, получили греческое воспитание. Умершую во время родов жену Дария III Статиру Александр велел похоронить со всеми почестями. Старшую дочь Дария III Статиру он впоследствии взял в жёны.
В походе семья Дария III следовала в обозе армии Александра. Во время битвы при Гавгамелах 331 года до н. э. Александр расположил обоз, где находилась Сисигамбис, на возвышенности позади левого фланга. Во время сражения лагерь был захвачен воевавшими на стороне Дария III скифами. Однако Сисигамбис не только не высказала никакой радости, но и отказалась от того, чтобы бежать к персам.
После победы при Гавгамелах Александр поселил Сисигамбис с членами семьи Дария III в Сузах, где приставил к ним учителей греческого языка. К этому времени относится обида по незнанию, которую Александр нанёс Сисигамбис. Кроме учителей греческого языка македонский царь прислал мастериц, чтобы они научили внучек Сисигамбис прясть шерсть. Для персиянок царского рода было неприемлемо заниматься рукоделием. Соответственно, подарок Александра был воспринят Сисигамбис как оскорбление. Когда Александр узнал об этом персидском восприятии рукоделия, то нашёл время явиться лично к Сисигамбис и попросить у неё прощения. Александр показал свои шерстяные одежды, которые были сотканы его сёстрами. Он демонстративно не давал Сисигамбис пасть к своим ногам и не позволял себе садиться в её присутствии без разрешения.
Квинт Курций Руф описывал историю о том, как македоняне осадили горный город уксиев под командованием Мадата. Осаждённые жители были готовы сдаться, но Александр ответил, что о пощаде не может быть и речи. Тогда Мадат смог переправить письмо Сисигамбис с просьбой о помощи. Он подчёркивал их родство. Согласно античному историку, Мадат был женат на дочери сестры Дария III, то есть, предположительно, на внучке Сисигамбис. Женщина, после определённых колебаний, согласилась написать письмо Александру. В нём она просила милосердия лишь к Мадату, а не ко всем его подданным. Александр после этого не только помиловал Мадата, но и пощадил всех уксиев, а также позволил им «без дани» обрабатывать поля. В изложении Арриана с отсылкой на Птолемея, Сисигамбис упросила Александра пощадить уксиев, но тот наложил на них ежегодную дань. На основании этих фрагментов А. Бахадори сделал вывод о принадлежности Сисигамбис к уксиям, предположительно к правящей верхушке этого племени. В таком случае она просила Александра за свой народ и своих ближайших родственников. При сравнении двух версий античных историков, Э. Бэдиан посчитал данные Курция Руфа фантастическими, направленными на создание впечатления об идеальных взаимоотношениях между царицей и Александром.
В 330 году до н. э. Александр отправил Сисигамбис убранное по-царски тело её сына Дария III для захоронения в гробнице предков.
О дальнейшей жизни Сисигамбис вплоть до её смерти ничего неизвестно. Античные историки умалчивают о том, присутствовала ли она на публичной казни убийцы Дария III Бесса в Экбатанах, а также на массовой свадьбе в Сузах, где Александр женился на внучке Сисигамбис Статире.
Согласно античной традиции, когда Сисигамбис узнала о смерти Александра в июне 323 года до н. э. она отказалась от пищи и через пять дней умерла.

## Оценки
Разорвав на себе одежду, она [Сисигамбис] облеклась в траур и, растрепав на себе волосы, упала на землю. Была при ней одна из внучек, оплакивавшая потерю Гефестиона, за которого вышла замуж, и собственное горе объединила с общим несчастием. Но одна Сисигамбис могла охватить горести всех своих детей; она оплакивала и свою судьбу и судьбу своих внучат. Новое горе оживляло память о прежнем. Казалось, что она только потеряла Дария, и что ей, несчастной, приходится хоронить двух сыновей. Она оплакивала как мертвых, так и живых. Кто будет заботиться о сиротах? Какой будет новый Александр? Снова они пленницы, снова лишились царства. Они нашли человека, который стал охранять их после смерти Дария, после смерти Александра они такого, конечно не найдут. Вспомнилось при этом, что 80 ее братьев были перебиты в один день свирепейшим царем Охом; прибавилось ещё убийство отца стольких сыновей; из 7 рожденных ею детей остался в живых один; сам Дарий благоденствовал недолго, тем более жестокую смерть он испытал. Наконец она не выдержала своего горя, отстранилась при бывших при ней внука и внучки и, накрыв себе голову, отказалась от пищи и света. Она скончалась на пятый день после того, как приняла решение умереть.
В античных источниках содержится несколько оценок поведения Сисигамбис. Античные историки по разному отнеслись к решению Сисигамбис остаться в македонском лагере, а не вернуться к Дарию III во время битвы при Гавгамелах. Диодор Сицилийский предположил, что «может быть, она не доверяла счастливой перемене судьбы, может быть, не хотела запятнать себя неблагодарностью по отношению к Александру». Квинт Курций Руф считал, что таким образом она, возможно, «боялась преждевременной радостью спугнуть счастливую судьбу».
Почтительное поведение завоевателя к матери врага, согласно современным представлениям, было не только великодушием со стороны Александра, но и частью его дальновидной политики по умиротворению покорённой империи. Дав согласие на то, чтобы Александр называл её «матерью», Сисигамбис не только признавала своё подчинённое положение, но и возводила завоевателя в ранг брата Дария III, законного и достойного претендента на власть в империи. Э. Бэдиан считал историю Сисигамбис сомнительной, отмечая, что историки принимают на веру, казалось бы, недостоверные сведения, так как они позволяют создать идеализированный образ Александра.
Диодор Сицилийский писал, что Сисигамбис «умерла скорбно, но не бесславно». Квинт Курций Руф отмечал особую, полную несчастий, судьбу Сисигамбис. В этом контексте Э. Бэдиан не исключал достоверность античных сведений о самоубийстве Сисигамбис после смерти Александра. Старая и умудрённая опытом женщина не испытывала никаких иллюзий относительно своей судьбы при правлении военачальников Александра и могла предпочесть самоубийство неминуемой смерти через череду страданий и унижений. Однако нельзя исключать и смерть Сисигамбис от естественных причин приблизительно в одно и то же время с Александром.

## В культуре
Сюжет о семье Дария III перед Александром Македонским стал популярным в живописи XVI—XVIII веков. Художники несколько отходили от античного сюжета: если в первоисточниках главным персонажем была Сисигамбис, то на картинах Нового времени великодушие Александра обращено к молодости, которую олицетворяет прекрасная жена Дария III Статира, а не к старости. Художники сознательно отодвигали Сисигамбис от центрального плана, помещали её либо за Статирой, либо в ногах Александра, исключали из композиции, либо даже существенно омолаживали пожилую Сисигамбис. Сюжет представлен на картинах Ш. Лебрена, Паоло Веронезе, Ю. Сустерманса, С. Риччи и других художников.

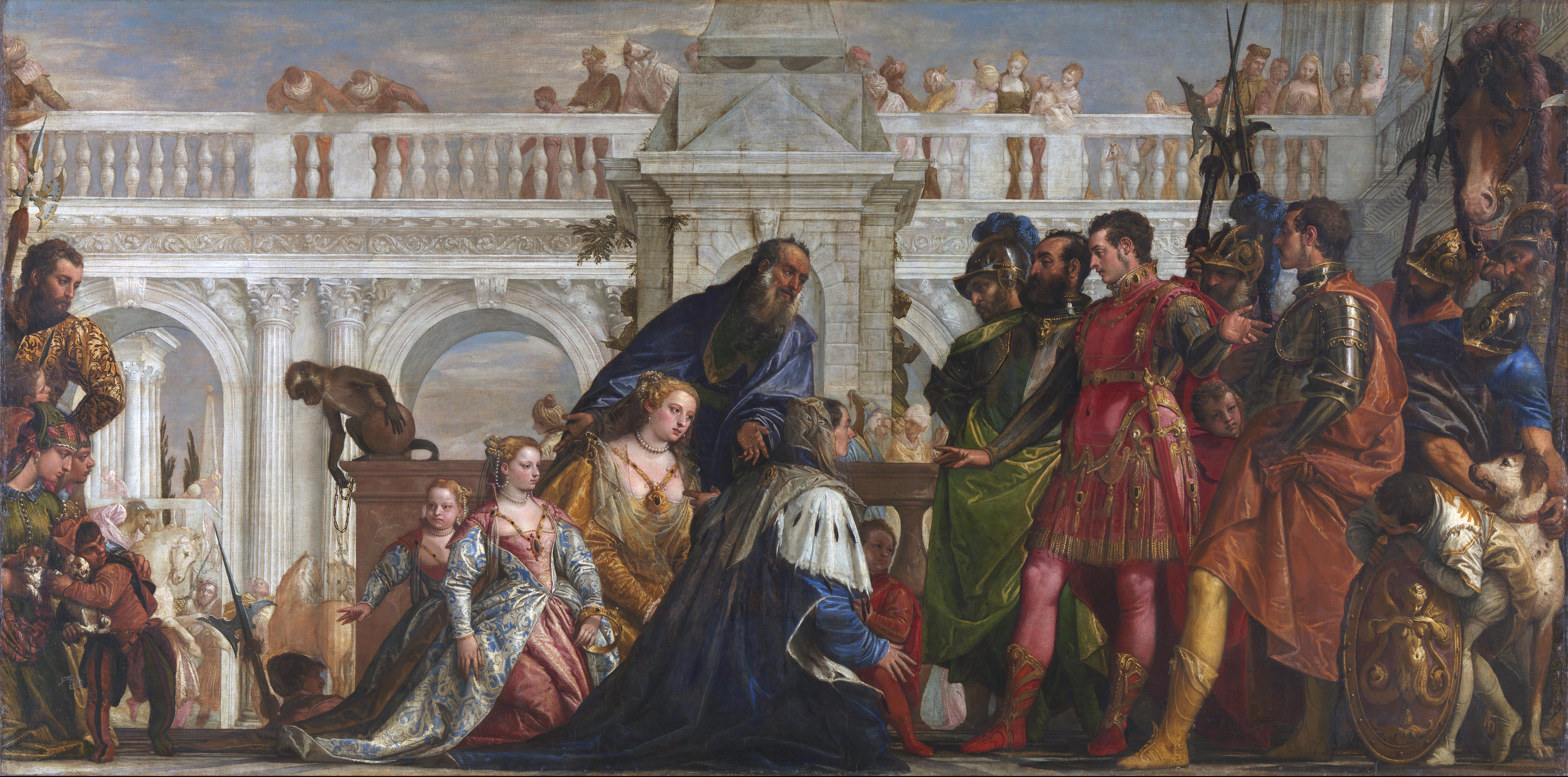
«Семья Дария перед Александром». Паоло Веронезе, 1565—1567. Лондонская национальная галерея
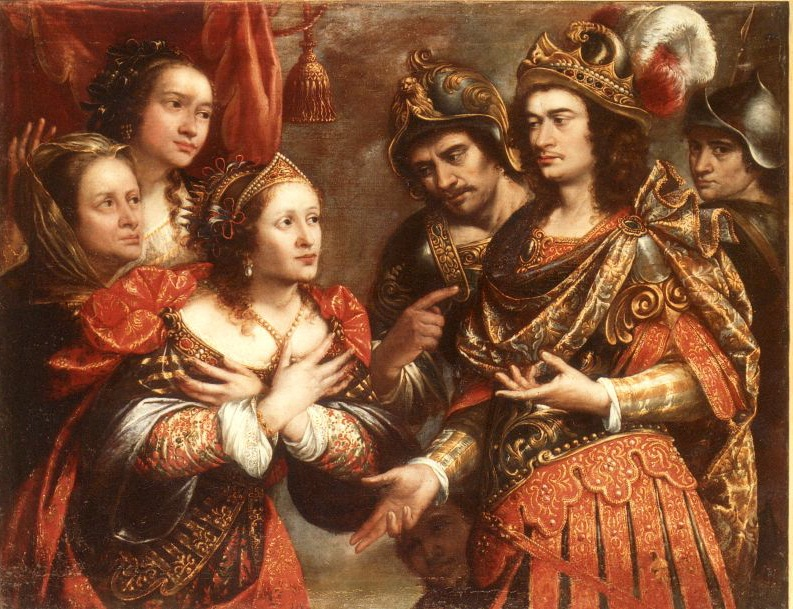
«Семья Дария III перед Александром Великим». Ю. Сустерманс, XVII век. Библиотека-музей Виктора Балагера, Виланова-и-ла-Желтру, Испания
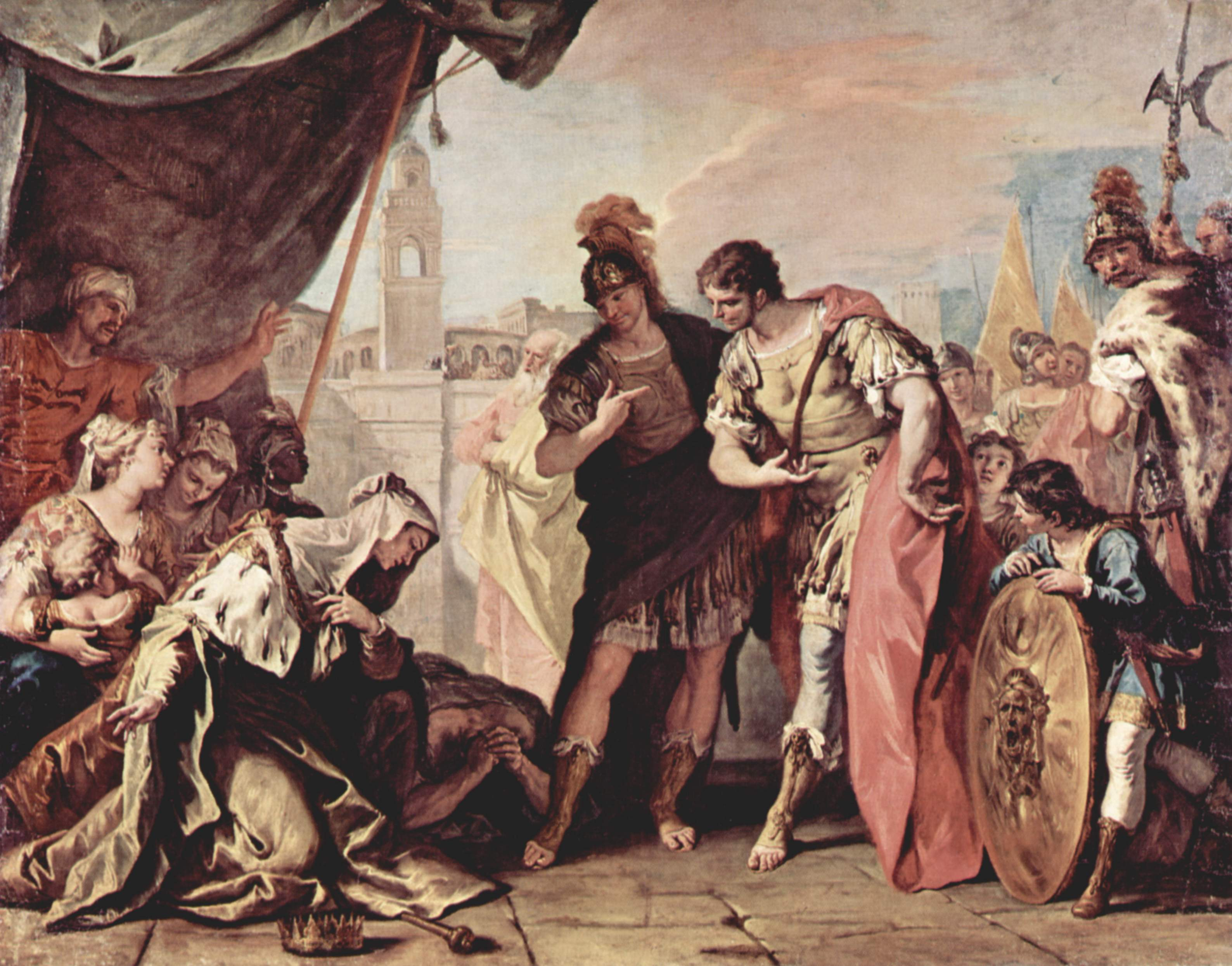
«Семья Дария перед Александром». С. Риччи, 1708—1710

История Сисигамбис нашла отображение и в литературе. В трагедии «Александр» 1561 года французский драматург Жан де ла Тай описал отчаявшуюся Сисигамбис, которая падает на тело Александра.
В честь последней царицы Ахеменидов назван открытый в 1916 году М. Вольфом в Гейдельберге астероид 823 Сисигамбис.

### Исследования
- Бриан П. Дарий в тени Александра. — Вече, 2007. — 464 с. — ISBN 978-5-9533-1946-1.
- Дройзен И. Г. История эллинизма. История Александра Великого. — М.: Академический Проект, 2011. — 623 с. — (Технологии истории). — ISBN 978-5-8291-1304-9.
- Киляшова К. А. Политическая роль женщин при дворе македонских царей династии Аргеадов. Диссертация на соискание учёной степени кандидата исторических наук / Научный руководитель доктор исторических наук, профессор Э. В. Рунг. — Казань: Казанский (Приволжский) федеральный университет, 2018.
- Орлов В. П. Персидская аристократия в Ахеменидской империи / Научный руководитель доктор исторических наук, профессор Э. В. Рунг. — Казань: Казанский (Приволжский) федеральный университет, 2019.
- Торшина М. Сцены из жизни Александра Македонского: "Семья Дария перед Александром" и "Встреча Александра с первосвященником Симоном // Мир искусств: Вестник международного института антиквариата. — 2014. — № 4. — С. 180—183. — ISSN 2306-7764.
- Шифман И. Ш. Александр Македонский / ответственный редактор Э. Д. Фролов. — Л.: Наука, 1988. — ISBN 5-02-027233-7.
- Шофман А. С. Восточная политика Александра Македонского / Печатается по постановлению редакционно-издательского совета Казанского университета. Отв. редактор В. Д. Жигунин. — Казань: Издательство Казанского университета, 1976.
- Badian E.. SISIGAMBIS (англ.). iranicaonline.org. Encyclopædia Iranica (16 ноября 2015). Дата обращения: 3 мая 2024.
- Bahadori A. Achaemenid Empire, Tribal Confederations of Southwestern Persia and Seven Families (англ.) // Iranian Studies. — 2017. — No. 2. — P. 173—197. — ISSN 1475-4819. — doi:10.1080/00210862.2016.1243986.
- Briant P. From Cyrus to Alexander: a history of the Persian Empire (англ.) / Translated by Peter T. Daniels. — Winona Lake, Indiana: Eisenbrauns, 2002. — ISBN 1-57506-031-0.
- Heckel W. Alexander’s Marshals. A study of the Makedonian aristocracy and the politics of military leadership (англ.). — 2nd. — London; New York: Routledge, 2016. — ISBN 978-1-138-93469-6.
- Heckel W. Who's Who in the Age of Alexander and his Successors. From Chaironea to Ipsos (338—301 BC) (англ.). — Barnsley: Greenhill Books, 2021. — 554 p. — ISBN 978-1-78438-648-1.
- Schmitt R[англ.]. OXYATHRES (англ.). iranicaonline.org. Encyclopædia Iranica (20 июля 2020). Дата обращения: 3 мая 2024.